# Amphoe Mueang Chanthaburi
Amphoe Mueang Chanthaburi (Thai: อำเภอ เมืองจันทบุรี) ist ein Landkreis (Amphoe – Verwaltungs-Distrikt) in der Provinz Chanthaburi. Die Provinz Chanthaburi liegt im östlichen Teil der Zentralregion von Thailand.

## Geographie
Chanthaburi liegt im Südosten Thailands inmitten einer üppigen Ebene des Maenam Chanthaburi nur wenig von der Küste am Golf von Thailand. Die Entfernung zur Hauptstadt Bangkok beträgt etwa 245 Kilometer.
Benachbarte Bezirke (von Norden im Uhrzeigersinn): die Amphoe Khao Khitchakut, Makham, Khlung, Laem Sing und Tha Mai der Provinz Chanthaburi.

## Ausbildung
In Amphoe Mueang Chanthaburi befindet sich die Rajabhat-Universität Rambhaibarni.

## Verwaltung

### Provinzverwaltung
Der Landkreis Mueang Chanthaburi ist in elf Tambon („Unterbezirke“ oder „Gemeinden“) eingeteilt, die sich weiter in 98 Muban („Dörfer“) unterteilen.
| Nr. | Name         | Thai       | Muban | Einw.  |
| --- | ------------ | ---------- | ----- | ------ |
| 01. | Talat        | ตลาด       | 0-    | 09.288 |
| 02. | Wat Mai      | วัดใหม่      | 0-    | 15.009 |
| 03. | Khlong Narai | คลองนารายณ์ | 14    | 08.053 |
| 04. | Ko Khwang    | เกาะขวาง   | 09    | 14.352 |
| 05. | Khom Bang    | คมบาง      | 10    | 04.305 |
| 06. | Tha Chang    | ท่าช้าง      | 12    | 28.286 |
| 07. | Chanthanimit | จันทนิมิต     | 09    | 13.017 |
| 08. | Bang Kacha   | บางกะจะ    | 10    | 10.529 |
| 09. | Salaeng      | แสลง       | 10    | 04.987 |
| 10. | Nong Bua     | หนองบัว     | 11    | 06.040 |
| 11. | Phlapphla    | พลับพลา     | 13    | 12.058 |

### Lokalverwaltung
Es gibt drei Kommunen mit „Stadt“-Status (Thesaban Mueang) im Landkreis:
- Chanthaburi (Thai: เทศบาลเมืองจันทบุรี) bestehend aus den kompletten Tambon Talat, Wat Mai.
- Chanthanimit (Thai: เทศบาลเมืองจันทนิมิต) bestehend aus dem kompletten Tambon Chanthanimit.
- Tha Chang (Thai: เทศบาลเมืองท่าช้าง) bestehend aus Teilen des Tambon Tha Chang.

Es gibt sieben Kommunen mit „Kleinstadt“-Status (Thesaban Tambon) im Landkreis:
- Khai Noen Wong (Thai: เทศบาลตำบลค่ายเนินวง) bestehend aus Teilen des Tambon Bang Kacha.
- Salaeng (Thai: เทศบาลตำบลแสลง) bestehend aus dem kompletten Tambon Salaeng.
- Phlapphla (Thai: เทศบาลตำบลพลับพลา) bestehend aus Teilen des Tambon Phlapphla.
- Bang Kacha (Thai: เทศบาลตำบลบางกะจะ) bestehend aus Teilen des Tambon Bang Kacha.
- Phlapphla Narai (Thai: เทศบาลตำบลพลับพลานารายณ์) bestehend aus den Teilen der Tambon Khlong Narai, Phlapphla.
- Nong Bua (Thai: เทศบาลตำบลหนองบัว) bestehend aus Teilen des Tambon Nong Bua.
- Ko Khwang (Thai: เทศบาลตำบลเกาะขวาง) bestehend aus dem kompletten Tambon Ko Khwang.

Außerdem gibt es vier „Tambon-Verwaltungsorganisationen“ (องค์การบริหารส่วนตำบล – Tambon Administrative Organizations, TAO)
- Khlong Narai (Thai: องค์การบริหารส่วนตำบลคลองนารายณ์) bestehend aus Teilen des Tambon Khlong Narai.
- Khom Bang (Thai: องค์การบริหารส่วนตำบลคมบาง) bestehend aus dem kompletten Tambon Khom Bang.
- Tha Chang (Thai: องค์การบริหารส่วนตำบลท่าช้าง) bestehend aus Teilen des Tambon Tha Chang.
- Nong Bua (Thai: องค์การบริหารส่วนตำบลหนองบัว) bestehend aus Teilen des Tambon Nong Bua.